# 巴罗洛
巴罗洛（義大利語：Barolo），是意大利库内奥省的一个市镇。总面积5平方公里，人口743人，人口密度148.6人/平方公里（2009年）。ISTAT代码为004013。